# Martin Schubert (Mediziner)
Martin Bernard Friedrich Schubert (* 27. Februar 1896 in Derenburg; † 28. Dezember 1964 in Köln) war ein deutscher Dermatologe und Hochschullehrer.

## Leben
Der Arztsohn nahm von 1914 bis 1918 am Ersten Weltkrieg teil, zuletzt als Leutnant der Reserve. Von 1919 bis 1922 absolvierte er ein Medizinstudium an den Universitäten Halle und Marburg. Nach Studienende wurde er 1922 approbiert und 1923 an der Universität Marburg zum Dr. med. promoviert. Dort wirkte er von 1916 bis 1934 als Oberarzt. Nachdem Schubert sich in Marburg 1927 habilitiert hatte, lehrte er dort als Privatdozent und ab 1933 als nichtbeamteter außerordentlicher Professor.
Schubert trat Anfang Februar 1932 der NSDAP bei und im selben Jahr dem NS-Ärztebund. Im Zuge der Machtergreifung wurde er Anfang März 1933 Mitglied der SA, wo er den Rang eines Sanitätsobersturmführers erreichte. Er gehörte auch dem NS-Lehrerbund an. Er war Vorstandsmitglied bei der Ärztekammer der Provinz Hessen-Nassau. Für die Partei fungierte er als Vertrauensmann an der medizinischen Fakultät der Universität. Zudem war er Richter am Erbgesundheitsgericht in Marburg.
Schubert folgte 1934 dem Ruf auf den Lehrstuhl für Haut- und Geschlechtskrankheiten der Universität Frankfurt am Main und wurde Direktor der Hautklinik der Universität. An der Universität Frankfurt am Main war er ebenfalls Vertrauensmann der Partei an der medizinischen Fakultät. Bis 1939 war er außerdem stellvertretender Dozentenbundführer. Während des Krieges leitete er als Oberstabsarzt d. R. ein Reservelazarett in Frankfurt/Main. Nach der Befreiung vom Nationalsozialismus wurde er noch 1945 aus dem Hochschuldienst entlassen und führte anschließend eine Facharztpraxis in Frankfurt/Main.
Im Schwerpunkt forschte Schubert zur Licht- und Röntgenbehandlung, Gonorrhoe, zur Hauttuberkulose und Hautinfektionen sowie während des Zweiten Weltkrieges zu Verbrennungen durch Phosphor. Über von Drüsen der Achselhöhle, Schamgegend und Brustdrüse abgegebene Duftstoffe, welche bei niederen Säugetieren und Affen „zur Anlockung während der Brunstperiode“ dienen würden, schrieb er, dass diese bei „farbigen Rassen und den Juden […] noch in stärkerem Maße vorhanden“ seien.
Schubert lebte zuletzt in Frankfurt-Niederrad. Er starb 1964 im Alter von 68 Jahren in der Kölner Universitätsklinik. Seit 1927 war er mit Ilse Elisabeth Luise Schubert geb. Balsam verheiratet.

## Veröffentlichungen (Auswahl)
- Über die Brucksche Reaktion zur Serodiagnose der Lues. Medizinische Dissertation an der Universität Marburg 1923; erschienen in: Archiv für Dermatologie. Band 142, 1922.
- Biologische Röntgenstrahlenwirkung, ihre Erforschung mittels der Gewebeexplantationsmethode. Urban & Schwarzenberg, Berlin/Wien 1927 (Medizinische Habilitationsschrift Marburg 1927).